# Эмбер Лю
Эмбер Джозефина Лю (кит. 劉逸雲; род. 18 сентября 1992 года, более известная как Эмбер) — американская певица, автор песен, танцовщица и рэпер, работающая в Южной Корее. Являлась главным рэпером, вокалисткой и лицом гёрл-группы f(x).

## Биография
Эмбер Джозефина Лю родилась 18 сентября 1992 года в Лос-Анджелесе, штат Калифорния, США. Её родители родом с Тайваня, а у отца предки из рода Чаошань. В семье также есть старшая сестра Джеки. Посещала старшую школу Эль Камино до своего переезда в Южную Корею, где позже стала трейни S.M. Entertainment.

## Карьера

### 2009−14: Дебют в f(x) и участия в реалити-шоу
В 2008 году S.M. Entertainment провели серию международных прослушиваний, одно из которых состоялось в Лос-Анджелесе. Эмбер и ещё один конкурсант были выбраны представителями агентства в качестве потенциальных трейни, и семья Лю переехала в Сеул. После полуторагодовой стажировки, 1 сентября 2009 года Эмбер дебютировала в гёрл-группе f(x). В одном из эпизодов реалити-шоу «Вперёд, f(x)!» она рассказала, что изначально её родители не были настроены на желание дочери стать знаменитостью, но в конечном итоге матери удалось убедить отца в правильности решения Эмбер.
Почти сразу после дебюта Эмбер начала совместно выступать с другими артистами S.M. В 2010 году, когда Girls’ Generation провели свой первый азиатский тур, вместе с Юри она исполнила песню «1, 2 Step» (кавер на Сиару), которая затем вошла в DVD-издание концерта. В июне того же года она сотрудничала с тайваньским певцом Дансоном Таном для его третьего студийного альбома The First Second. С октября 2011 по апрель 2012 года Эмбер была участницей шоу «Непобедимая молодёжь» (где ранее участвовала её одногруппница Виктория), однако ей пришлось покинуть проект из-за подготовки к дебюту f(x) в Японии. Она также вела музыкальное шоу Show Champion с Ынчжон из T-ara на протяжении года, последняя трансляция с их участием прошла 18 декабря 2013 года. В августе 2013 года Эмбер приняла участие в записи сингла Генри «1-4-3 (I Love You)» с его дебютного мини-альбома Trap.
6 июля 2014 года Эмбер, Канин (Super Junior) и Сончжэ (BTOB) стали ведущими шоу «Песня для тебя». Также вела международную версию шоу «Мы поженились». Участвовала в программе «Один прекрасный день» с Эйли, своей близкой подругой. 31 декабря было подтверждено участие Эмбер в качестве солдата в программе «Настоящие мужчины».

### 2015−настоящее время:Beautifulи сольные синглы
Дебютный мини-альбом Эмбер, получивший название Beautiful, был выпущен 12 февраля 2015 года. Сингл «Shake That Brass» был записан при участии Тхэён (Girls’ Generation). За несколько дней до релиза было выпущено лирик-видео на би-сайд трек «Beautiful». Клип содержал детские фотографии Эмбер, а также некоторые кадры после её дебюта в f(x). Текст песни рассказывает о трудностях, с которыми Лю столкнулась, преследуя мечту стать известной и о том, как ей нравится быть такой, какая она есть. Beautiful дебютировал на втором месте в Billboard World Albums Chart и на девятнадцатом в Top Heatseekers. По словам Джеффа Бенджамина, одного из редакторов специальной колонки «K-TOWN» в Billboard, это показывает, насколько у Эмбер огромная фанбаза во всём мире.
25 марта 2016 года в рамках проекта SM Station был выпущен цифровой сингл «Borders». Эмбер принимала участие в создании текста и музыки; песня рассказывает о проблемах Лю в детстве и о том, что никогда не нужно сдаваться. 15 мая S.M. Entertainment выпустили тизер к песне «Crossing». На следующий день был анонсирован выход сингла «On My Own», премьера которого состоялась 18 мая. 22 мая Эмбер заявила о ещё одном сингле в рамках серии Crossing — «Need to Feel Needed», который был выпущен 25 мая. 9 сентября был опубликован видеоклип «Breath Again», ставший первым релизом Лю, исполненным полностью на английском языке.
5 января 2018 года в рамках второго сезона SM Station Эмбер и Луна выпустили совместный сингл «Lower». 15 апреля она выпустила свой первый англоязычный микстейп Rogue Rouge. 10 июля стало известно, что Эмбер подписала контракт с агентством Steel Wool Entertainment, которое будет заниматься её американским продвижением. Деятельностью Лю в Корее по-прежнему будет заниматься S.M., но также участвовать в решении касательно какой-либо деятельности в США наравне с новым агентством.
1 сентября 2019 года Эмбер объявила о своем уходе из S.M. Entertainment.

## Личная жизнь

### Конфликт с S.M. Entertainment
В марте 2017 года Эмбер опубликовала в своём Инстаграме пост, в котором раскритиковала руководство S.M., которое, по её словам, недостаточно занимается её продвижением:
Я отдала всю себя. Я старалась работать как можно больше. Будь то творчество или бизнес, я старалась сделать всё возможное на протяжении стольких лет, чтобы держаться на плаву. Но, в конце концов, мной постоянно пренебрегают, обижают и используют. Я была терпеливой… фанаты были невероятно терпеливы, и я не могу больше сидеть и ждать, продолжая быть отверженной и давая ложные надежды. Я устала физически и морально, и здесь я хочу подвести черту. Больше ничего.
Чуть больше недели спустя она опубликовала ещё один пост, в котором подробнее рассказала о сложившейся ситуации:
«У нас нет времени на тебя». Каждый год мне приходится несколько недель проводить дома, потому что «ничего нет». Помимо ожидания, последние пять лет я провела за написанием песен, созданием альбомов, продюсированием, режиссурой, редактируя свои клипы, создавая концепты и стили, бизнес-планы, и даже интересовалась поиском ещё одной работы. Я могла заниматься всем этим, потому что люблю своих фанатов. Даже спустя пять лет я получаю один и тот же ответ. Они по-прежнему говорят мне, что я недостаточно хороша. Так что же ещё мне нужно сделать?
Официального заявления от S.M. Entertainment не последовало, однако с того момента времени будущее f(x) многие начали ставить под вопрос.

### Имидж
С момента начала своей карьеры в составе f(x) Эмбер придерживается образа девушки-сорванца, показывая свою андрогинность и тем самым разрушая гендерные стереотипы в корейской музыкальной индустрии. Изначально многие люди воспринимали её публичный имидж негативно, в частности, ходили слухи, что Лю — трансгендерный человек. Образ Эмбер значительно отличается от её одногруппниц, однако S.M. Entertainment не стали уговаривать её сменить его, тем самым позволив девушке сохранить индивидуальный, удобный для неё стиль.

## Дискография

### Мини-альбомы
- Beautiful (2015)

## Фильмография
| Год  |   | Русское название | Оригинальное название | Роль     |
| ---- | - | ---------------- | --------------------- | -------- |
| 2016 | с | Антураж          | Entourage             | Джои Чон |

## Награды и номинации
| Год  | Премия                   | Номинация                       | Что номинировано    | Результат |
| ---- | ------------------------ | ------------------------------- | ------------------- | --------- |
| 2015 | Mnet Asian Music Awards  | Лучшее танцевальное выступление | «Shake That Brass»  | Номинация |
| 2015 | MBC Entertainment Awards | Лучший женский новичок          | «Настоящие мужчины» | Победа    |